# Strada provinciale 7 Valle dell'Idice
La strada provinciale 7 Valle dell'Idice è una strada provinciale italiana della città metropolitana di Bologna.

## Percorso

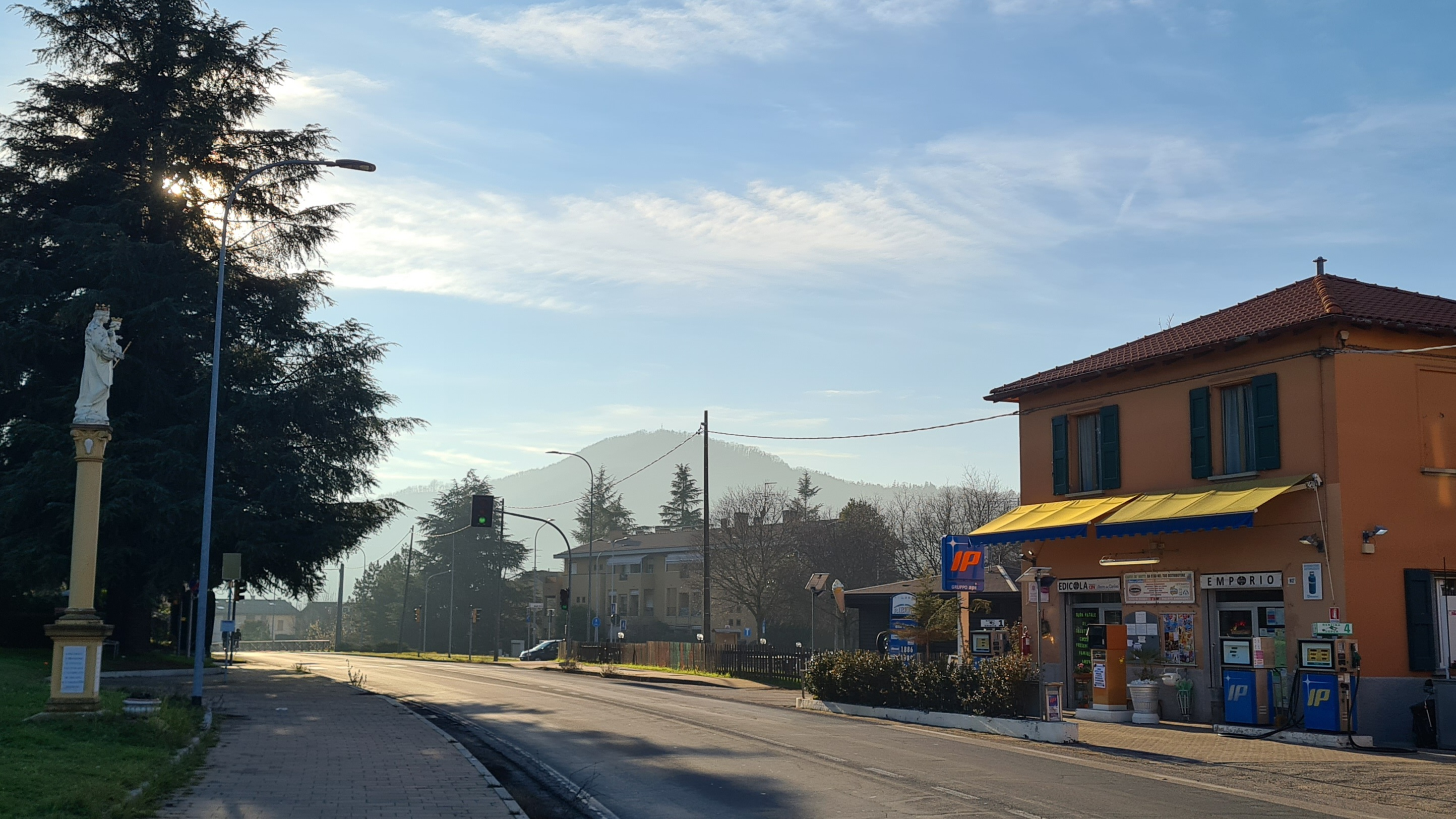
La strada a Castel dei Britti

Si stacca dalla SS 9 Via Emilia a Idice, frazione di San Lazzaro di Savena dove passa il torrente omonimo, di cui strada segue la valle quasi per intero. Si dirige quindi verso meridione e raggiunge la località Castel de' Britti. Presso Cavaliera entra nella parte meridionale del comune di Ozzano nell'Emilia, dove giunge a Mercatale e La Noce. 
In seguito entra nel comune di Monterenzio dove attraversa Pizzano, La Rocca e lo stesso capoluogo comunale. Tocca poi altre frazioni, come Savazza, Bisano e San Benedetto del Querceto. A sud di questo abitato, nel territorio di Monghidoro, incontra Campeggio e Frassineta. Da qui la SP 7 sale lungo il versante destro della valle e, a circa 720 m s.l.m., sul confine con la Toscana e la provincia di Firenze, lascia posto alla SP 121 "Frassineta-Borgo Bisano".